# Ghibli Museum Library
Le Ghibli Museum Library (三鷹の森ジブリ美術館ライブラリー, Mitaka no Mori Jiburi Bijutsukan Raiburarī) est une collection de films d'animation non japonais qui ont été doublés au Japon par le studio Ghibli, en collaboration avec Walt Disney Studios Entertainment et Cinema ANGELICA. Trois des titres actuels furent auparavant sortis sous l'ancien label Ghibli Cinema Library (ジブリCINEMAライブラリー, Jiburi CINEMA Raiburarī). La collection est appelée d'après le nom du musée Ghibli à Mitaka.
En octobre 2011, les films suivants sont sortis sous le label Ghibli Museum Library :
- Le Roi et l'Oiseau (au cinéma le 29 juillet 2006, en DVD le 4 avril 2007)
- Kirikou et la Sorcière (en DVD le 18 juillet 2007)
- Princes et Princesses (en DVD le 18 juillet 2007)
- Les Triplettes de Belleville (en DVD le 18 juillet 2007)
- Mon Amour (au cinéma le 17 mars 2007, en DVD le 18 juillet 2007)
- Azur et Asmar (au cinéma le 18 juillet 2007, en DVD et blu-ray le 19 décembre 2007)
- Jeannette, la petite souris (en DVD le 19 décembre 2007)
- La Reine des neiges (au cinéma le 15 décembre 2007, en DVD le 2 juillet 2008)
- Les aventures de petit panda (au cinéma le 15 mars 2008, en DVD le 2 juillet 2008)
- La Ferme des animaux (au cinéma le 20 décembre 2008, en DVD le 10 juin 2009)
- Sacré Pétrin (au cinéma le 18 de juillet 2009, en DVD et blu-ray le 27 novembre 2009)
- Douce et Criquet s'aimaient d'amour tendre (au cinéma le 19 décembre 2009, en DVD le 21 avril 2010)
- Le Petit Cheval bossu (en DVD le 14 juillet 2010)
- Le Petit Ourson gris (en DVD le 14 juillet 2010)
- Anne la maison aux pignons verts (au cinéma le 17 juillet 2010, en DVD le 17 novembre 2010)
- L'Illusionniste (au cinéma le 26 mars 2011, en DVD et blu-ray le 8 octobre 2011)
- Kirikou et les bêtes sauvages (au cinéma en juin 2011)
- Les Contes de la nuit (au cinéma le 30 juin 2012)
- La Tête en l'air (au cinéma le 22 juin 2013)
- Dilili à Paris (en DVD et blu-ray le 22 janvier 2020)
- Tout en haut du monde (en DVD et blu-ray le 12 décembre 2020)
- Bouncing Ball Sing-Along at the Short Movies (en DVD et blu-ray le 10 janvier 2023)